# Дронговський Сергій Миколайович
Сергій Миколайович Дронговський (нар. 30 квітня 1966) — український хокейний арбітр, головний арбітр. Арбітр міжнародної категорії.
Є вихованцем Анатолія Белецького. Розпочав судити у 1987 році. Обслуговував матчі першої ліги чемпіонатів СРСР, чемпіонатів СЄХЛ, Білорусі, України.
Міжнародна категорія лайнсмена з 1996 року. Міжнародна категорія головного арбітра з 2005 року. Обслуговував матчі 10 чемпіонатів світу у різних вікових категоріях, працював на матчах Континентального кубка.
З лютого 2023 року — голова Дисциплінарного комітету Федерації хокею України.